# Villa Bellander

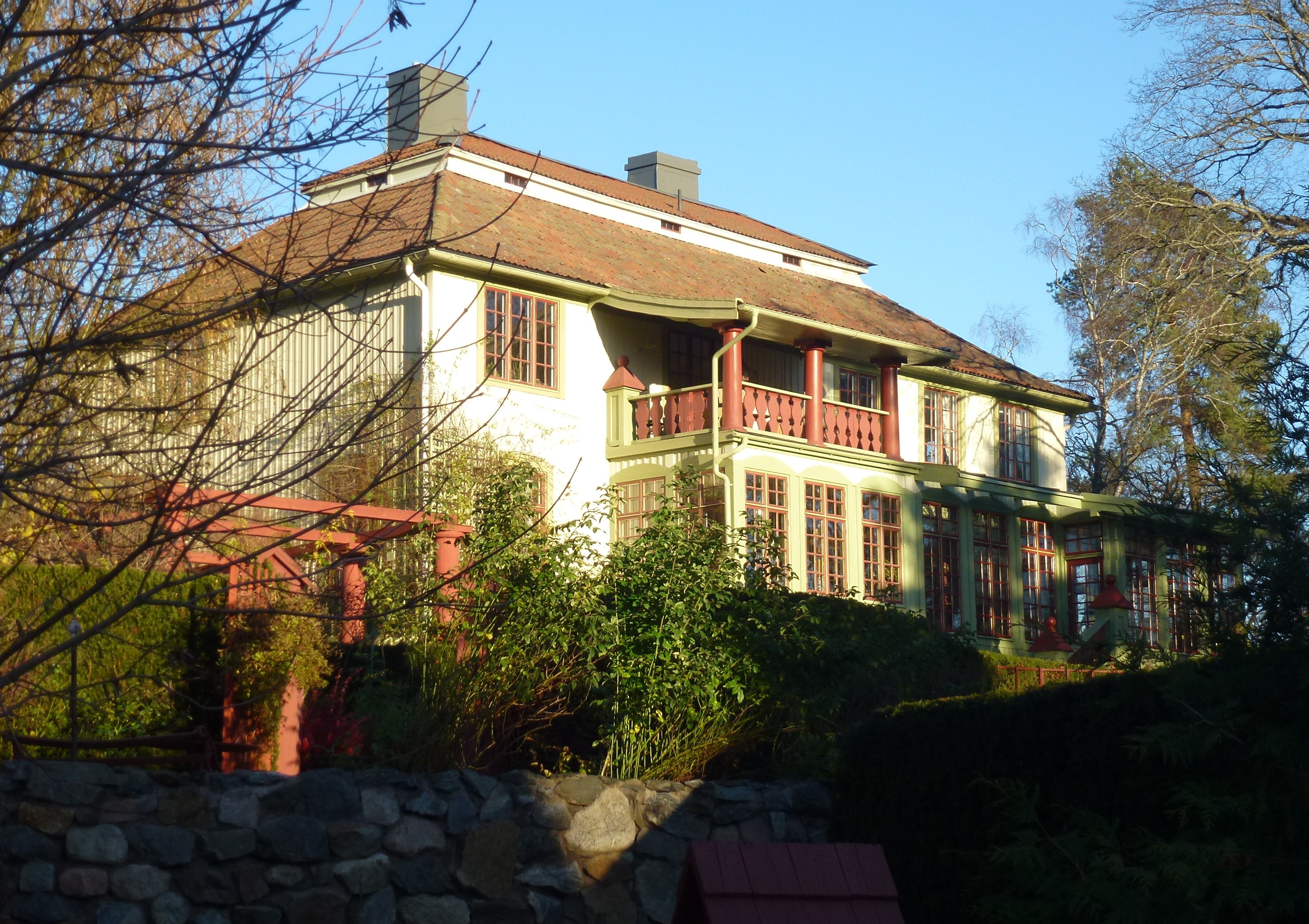
Villa Bellander i december 2013.

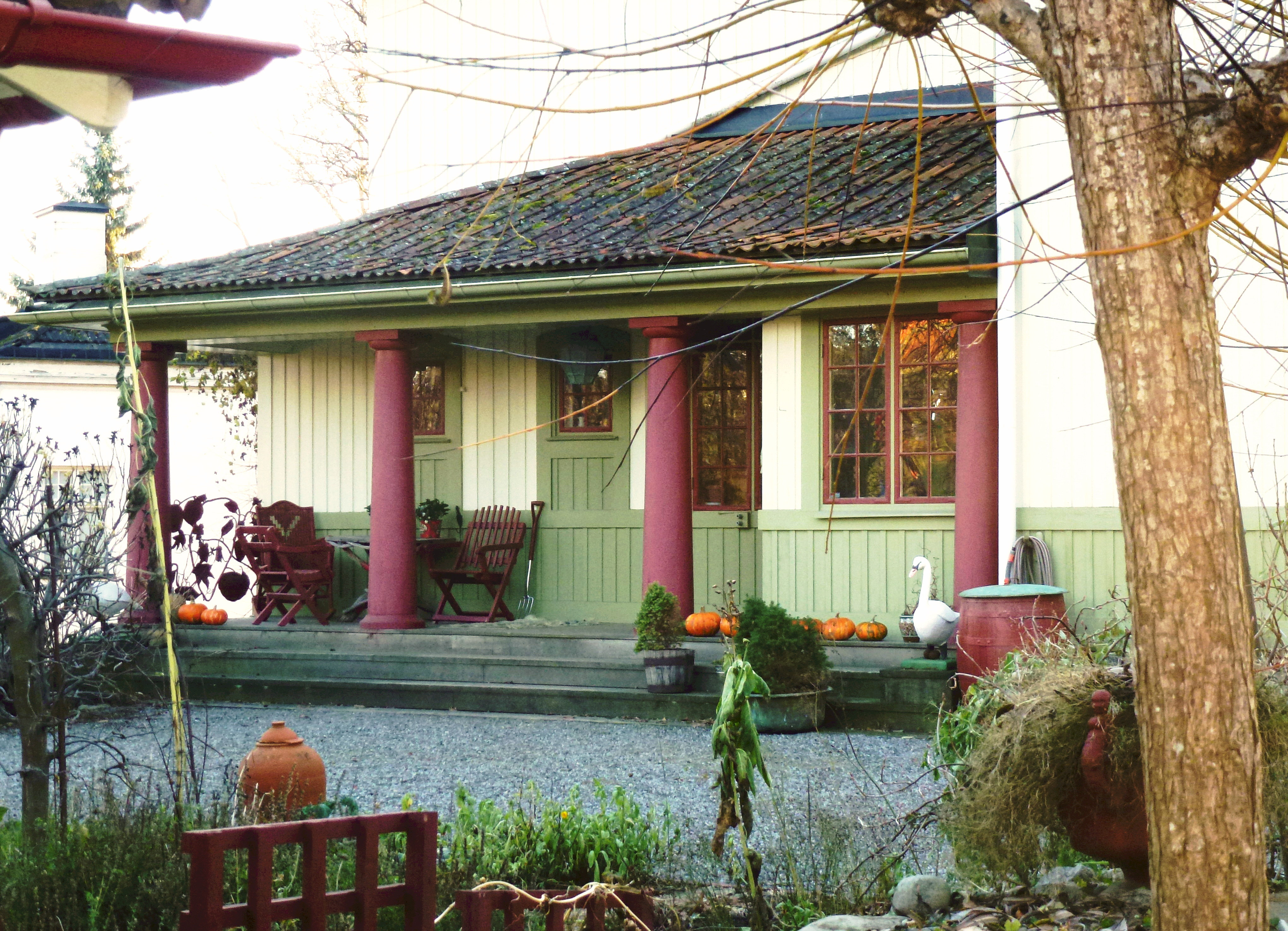
Detalj, entrésidan.

Villa Bellander är en kulturhistoriskt värdefull byggnad vid Storängsvägen 26, i Storängen, Nacka kommun. Villan ritades ursprungligen av arkitekt Sam Kjellberg men brann 1918 och fick därefter ett helt nytt utseende genom Ragnar Östberg. Huset bedöms enligt en kulturhistorisk byggnadsinventering av Storängen år 1979 som ”intressant”.

## Beskrivning
Storängens villasamhälle grundades år 1904 av Tjänstemännens egnahemsförening och lockade till sig inte bara tjänstemän från övre medelklass utan även universitetslärare, direktörer, konstnärer och en och annan läkare. Den nyöppnade järnvägen Stockholm-Saltsjön (Saltsjöbanan) med sin snabba trafikförbindelse till och från Stockholm och hållplats i Storängen bidrog till att villasamhället blev attraktivt.
Villan uppfördes 1907 efter ritningar av arkitekt Sam Kjellberg, byggherren är okänd. Vid en brand 1918 skadades huset svårt och den nye ägaren, läkaren Adolf Bellander, anlitade arkitekt Ragnar Östberg, som då var huvudsakligen sysselsatt med Stockholms stadshus. Han gav byggnaden ett helt nytt utseende och efter återuppbyggnaden syntes ingenting längre av den ursprungliga villan. Ragnar Östberg skapade en villa i nationalromantikens stil, en stil som övervägande användes i Storängen.
Villa Bellander står på en mot söder sluttande trädgårdstomt som sträcker sig mellan Storängsvägen 26 och John Lodéns väg 11. Ingången är från Storängsvägen. Byggnaden är ett panelat trähus i två våningar med ett flackt, lätt utsvängt och valmat sadeltak. Taket är täckt med tegel och har ett fönsterband högst upp som för tanken till ett säteritak. Samtliga fönster är småspröjsade, en detalj som gärna användes på Storängens villor. 
För närvarande (2013) bor trädgårdsdesignern Eva Björkström i villan; där har hon sin ateljé och trädgård. Hon lät år 2007 genomföra en omfattande renovering av villan, då även några mindre trädgårdsbyggnader tillkom.